# Crkva sv. Nikole biskupa u Metkoviću
Župna crkva sv. Nikole biskupa rimokatolička je crkva koja se nalazi u Metkoviću, na desnoj strani rijeke Neretve. U sklopu crkvenog kompleksa nalazi se i pastoralni centar "Otac Ante Gabrić".

## Povijest
Sama Župa sv. Nikole biskupa u Metkoviću osnovana je Dekretom splitsko-makarskog nadbiskupa Frane Franića 15. rujna 1969., a s radom je počela 28. rujna 1969. 
U Dekretu se navodi i područje župe koje obuhvaća cijelo naseljeno područje desne obale Neretve od granice s Bosnom i Hercegovinom na istoku i sjeveroistoku, župe Vid na sjeveru, do utoka Norina u Neretvu kod Kule Norinske. Naslovnik župe je sv. Nikola biskup, a posebna zaštitnica župe je Blažena Djevica Marija od Ružarija. Osim pastoralnog rada u matičnoj župi, svećenici obavljaju pastoralni rad i u župama u Novim Selima i Borovcima. U župi djeluje i Red časnih sestara služavki Maloga Isusa.

## Crkva i pastoralni centar
Budući da tadašnje vlasti nisu dale suglasnost za izgradnju crkve, napravljena je građevina čija je namjena prikazana kao stambena, a naknadno je u njenu prizemlju uređen sakralni prostor koji je služio kao crkva. Privremenu kapelu 28. rujna 1969. blagoslovio je pomoćni biskup splitsko-makarski Ivo Gugić. Dozvola za gradnju sadašnje crkve i pastoralnog centra ishođena je tek 1991., a radovi su započeli 18. travnja 1993. blagoslovom kamena temeljca koji je učinio nadbiskup Ante Jurić. 
Kao djelom temeljnog kamena iskorištena je i jedna topovska čahura kao počast vremenu u kojem je započeta gradnja crkve, vremenu Domovinskog rata i agresije na Hrvatsku. U čahuru je postavljena na pergamentu pisana povelja::134.-135.
| „ | Petnaeste godine upravljanja Kristovom Crkvom pape Ivana Pavla II; za biskupa Splitsko-makarskog msgr. Ante Jurića, nadbiskupa u mirovini msgr. Frane Franića, predsjednika Republike Hrvatske dr. Franje Tuđmana, prvog župana Dubrovačko-neretvanske županije dr. Jure Burića, za velikosrpske vojne na Republiku Hrvatsku i Bosnu i Hercegovinu, nastojanjem župnika don Filipa Pavića, sužupnika don Mate Lekića i trudom župljana Župe sv. Nikole, na slavu Trojedinom Bogu i u počast sv. Nikoli Biskupu, bi blagoslovljen i postavljen temeljni kamen za izgradnju ove crkve sv. Nikole Biskupa - Pastoralnog centra O. Ante Gabrića. U Metkoviću, na Mali Uskrs 1993. | ” |
| — Tekst u temeljnom kamenu s potpisom msgr. Ante Jurića, datiran: Godine Gospodnje 1993., mjeseca travnja, dne 18. | |   |

Svetište je izgrađeno prema idejnom rješenju arhitektice Marine Hren. Centar je dvoetažna građevina s pastoralnim sadržajima u prizemlju površine 1800 m2 sa zvonikom visokim 42 m. U prizemlju (58 x 31 m) se nalaze vjeronaučne prostorije, knjižnica, zavičajna zbirka, vrtić, dnevna kapela, sklonište i druge višenamjenske prostorije. Iznad prizemlja je crkveni prostor veličine 42 x 21 m, unutrašnje visine kupole 19 m. Osim glavne lađe, crkva ima veliku i malu sakristiju, te posebnu kapelicu posvećenu ocu Anti Gabriću, metkovskom svećeniku, isusovcu, misionaru i slugi Božjem po kojem je i cijeli Pastoralni centar dobio ime.
Na ulaznom su pročelju tri arkade iznad kojih se nalazi kružni otvor s vitrajem, a pod arkadama su troja ulazna vrata. Na jugu i sjeveru građevine postoje još i dva tornja, a cijeli je centar obojen u kombinaciju bijele i žute boje, po uzoru na vatikansku zastavu.
Novu crkvu i pastoralni centar Otac Ante Gabrić blagoslovio je nadbiskup Marin Barišić 5. prosinca 2012.

## Vanjske poveznice
- Službene mrežne stranice  Arhivirana inačica izvorne stranice od 22. ožujka 2020. (Wayback Machine)